# Храм Конфуція (Пекін)
Храм Конфуція в Пекіні (кит.: 北京孔庙) — другий за величиною храм (після храму в рідному місті Конфуція Цюйфу провінції Шаньдун) з наявних у Китаї, присвячених великому філософу Конфуцію. Він був побудований у 1302 році для вшанування Конфуція чиновниками імперії, і виконував свою функцію аж до 1911 року. Площа комплексу двічі збільшувалася — при династіях Мін і Цін — і в даний час складає близько 20 000 м². З 1981 по 2005 роки в ньому розміщувалася частина експозиції зі Столичного музею.
Комплекс складається з чотирьох дворів, розташованих на осі «північ — південь». По обидва боки першого двору розміщено 198 кам'яних табличок, на яких вибито 51 624 імені людей, які здали іспит на ступінь «цзіньши» при династіях Юань, Мін і Цін. Також в храмі розміщено 189 кам'яних стел, на яких вибиті тексти конфуціанського Тринадцятикнижжя.

## Галерея

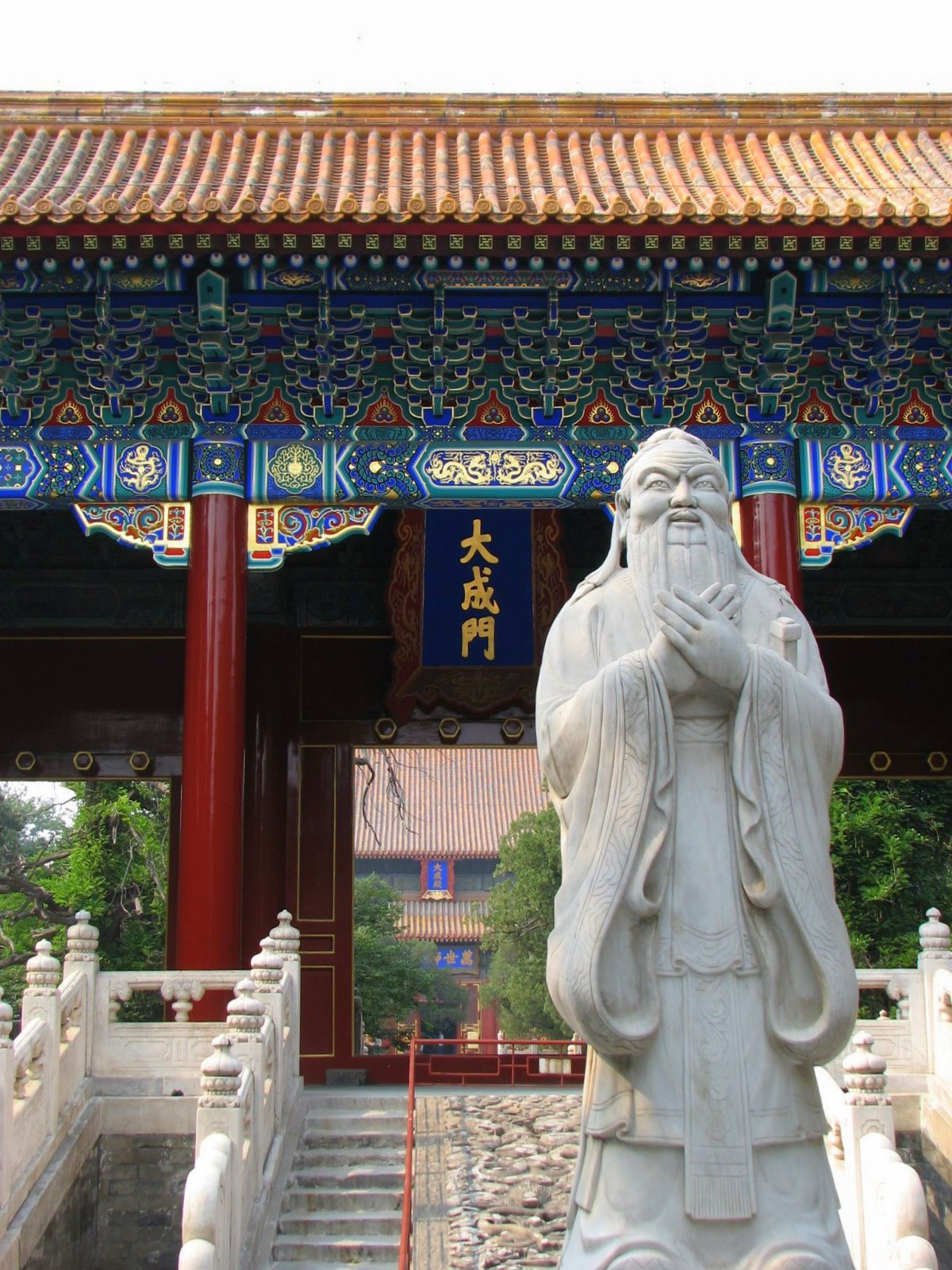
Статуя Конфуція перед храмом
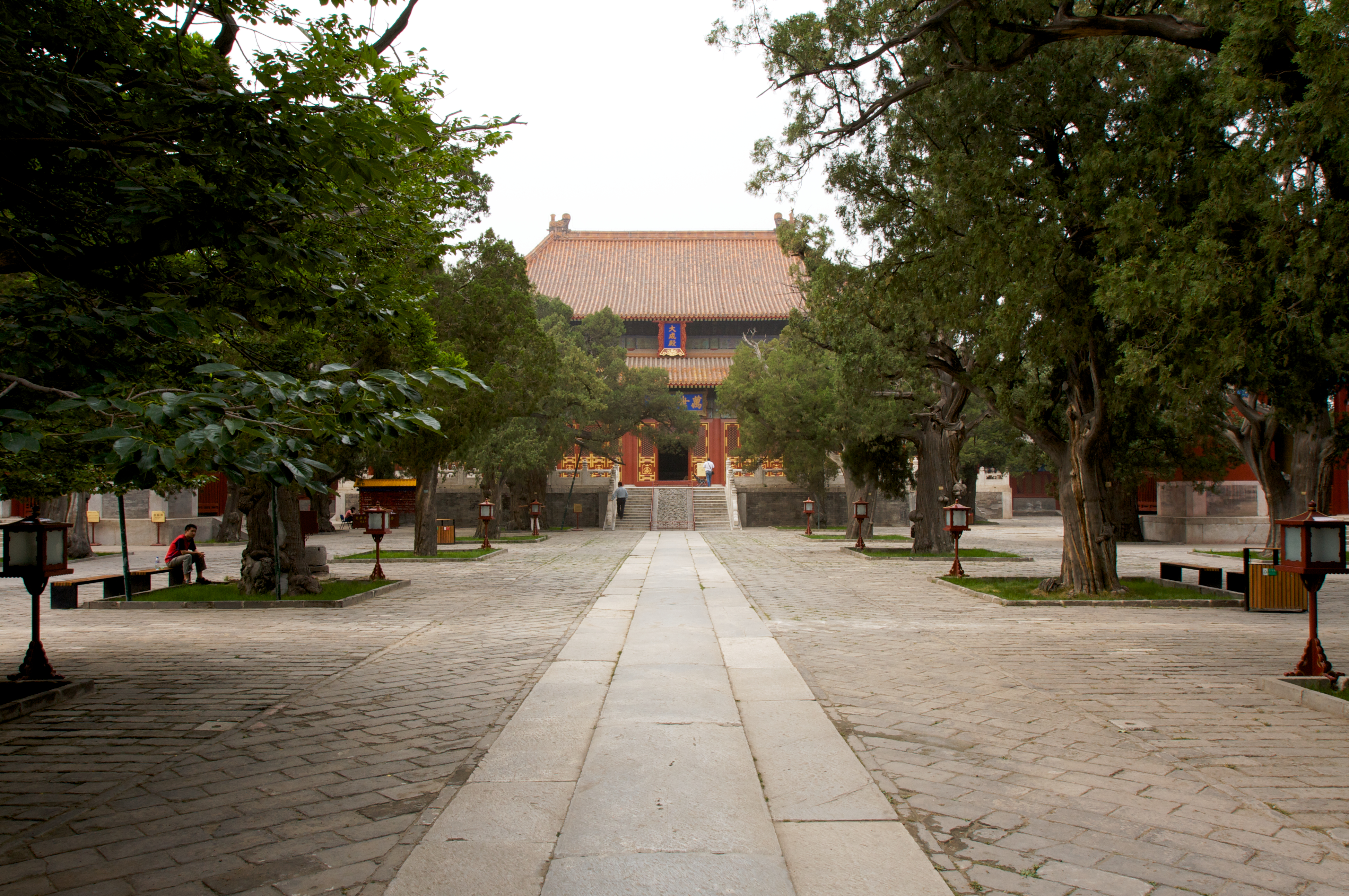
Храм Конфуція
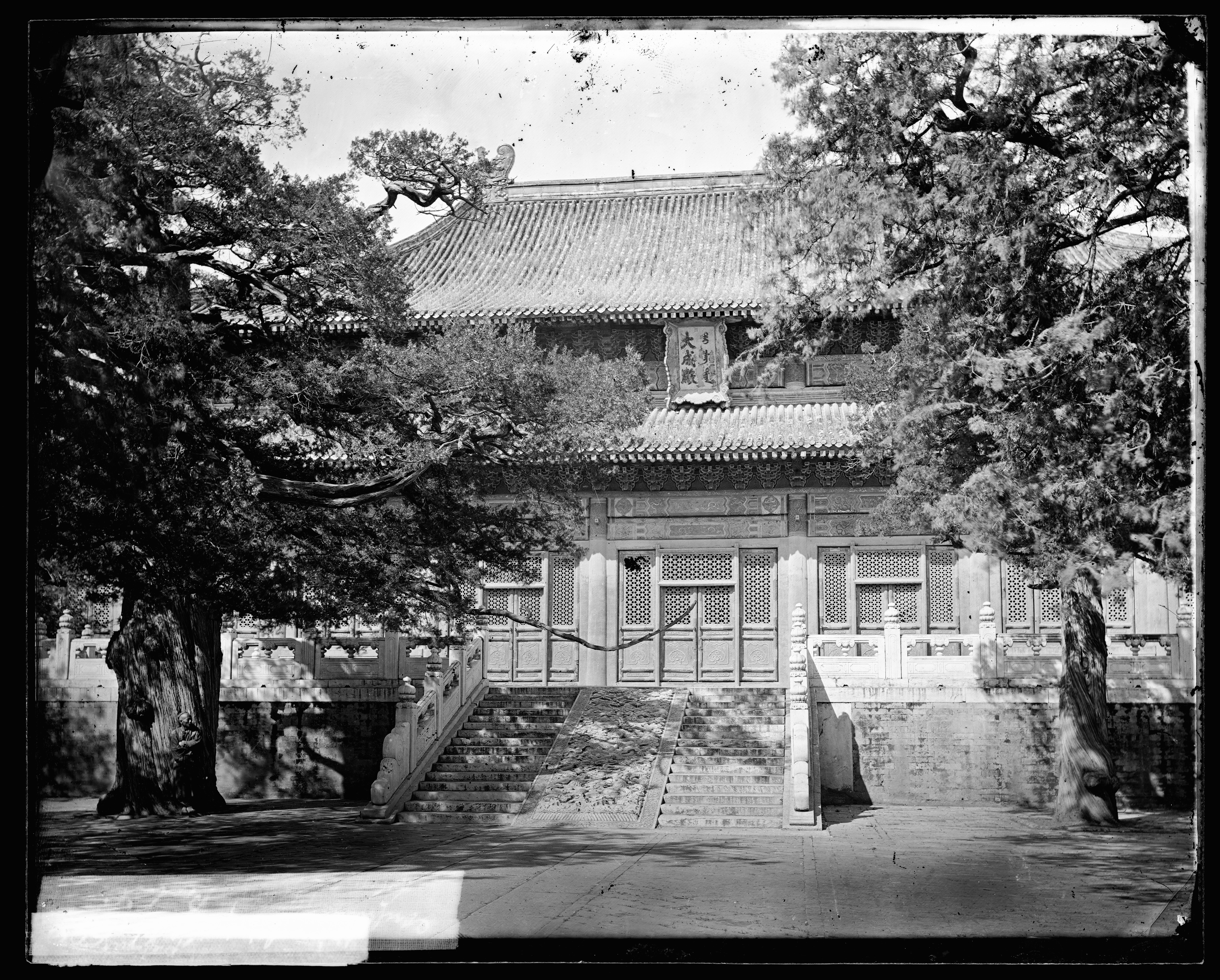
Храм у 1871
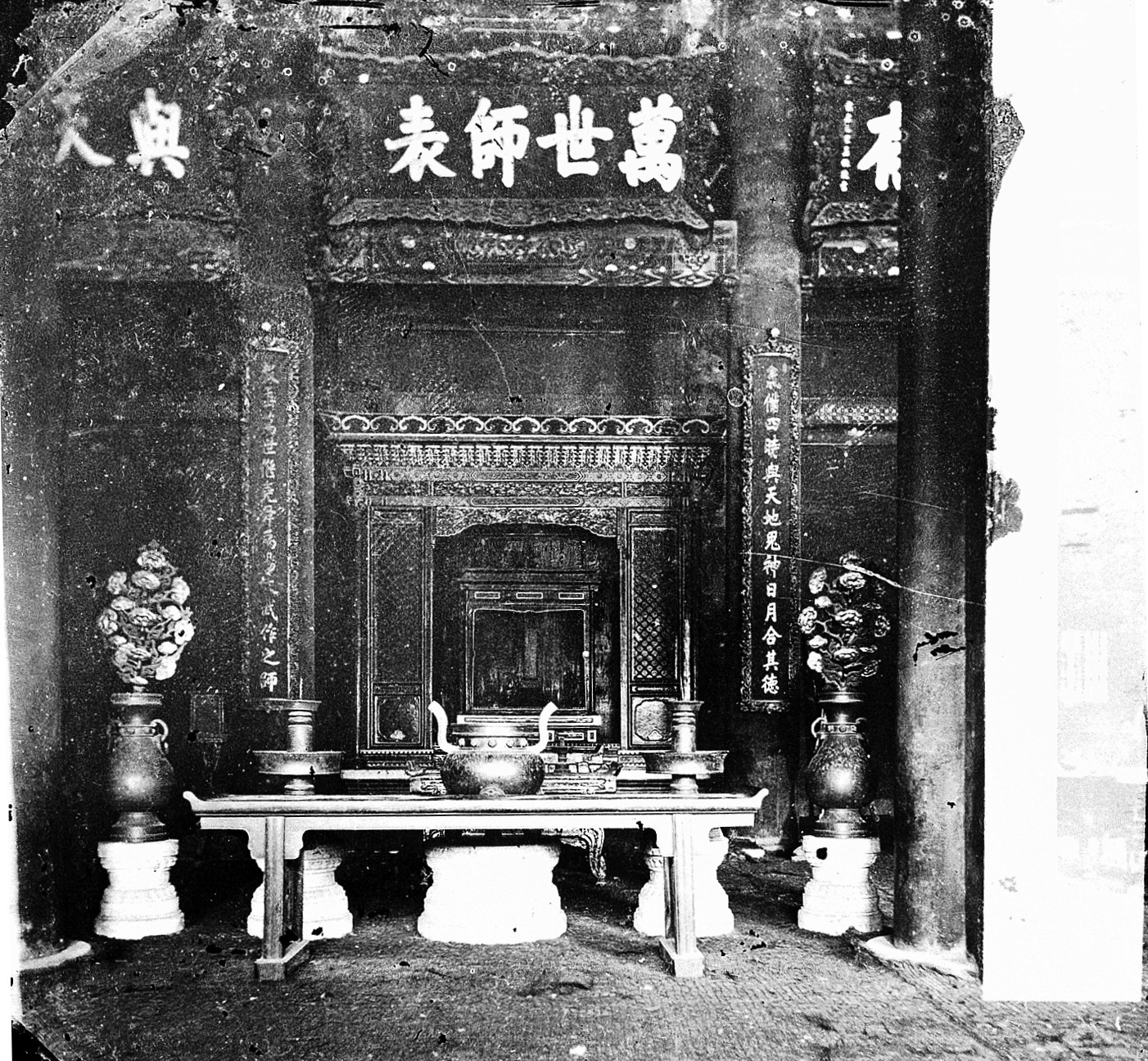
Всередині храму
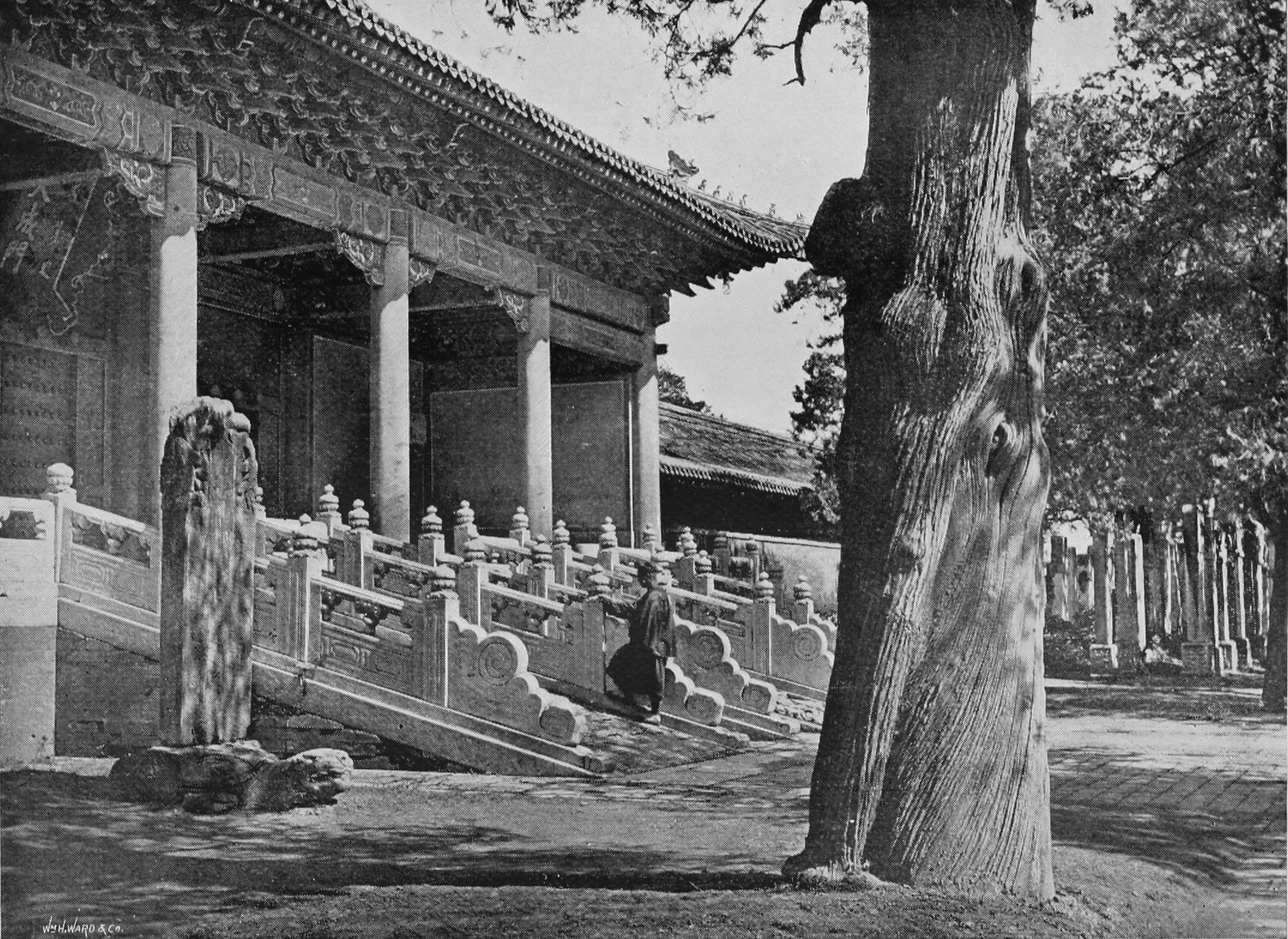
Видно стели з текстами Тринадцятикнижжя
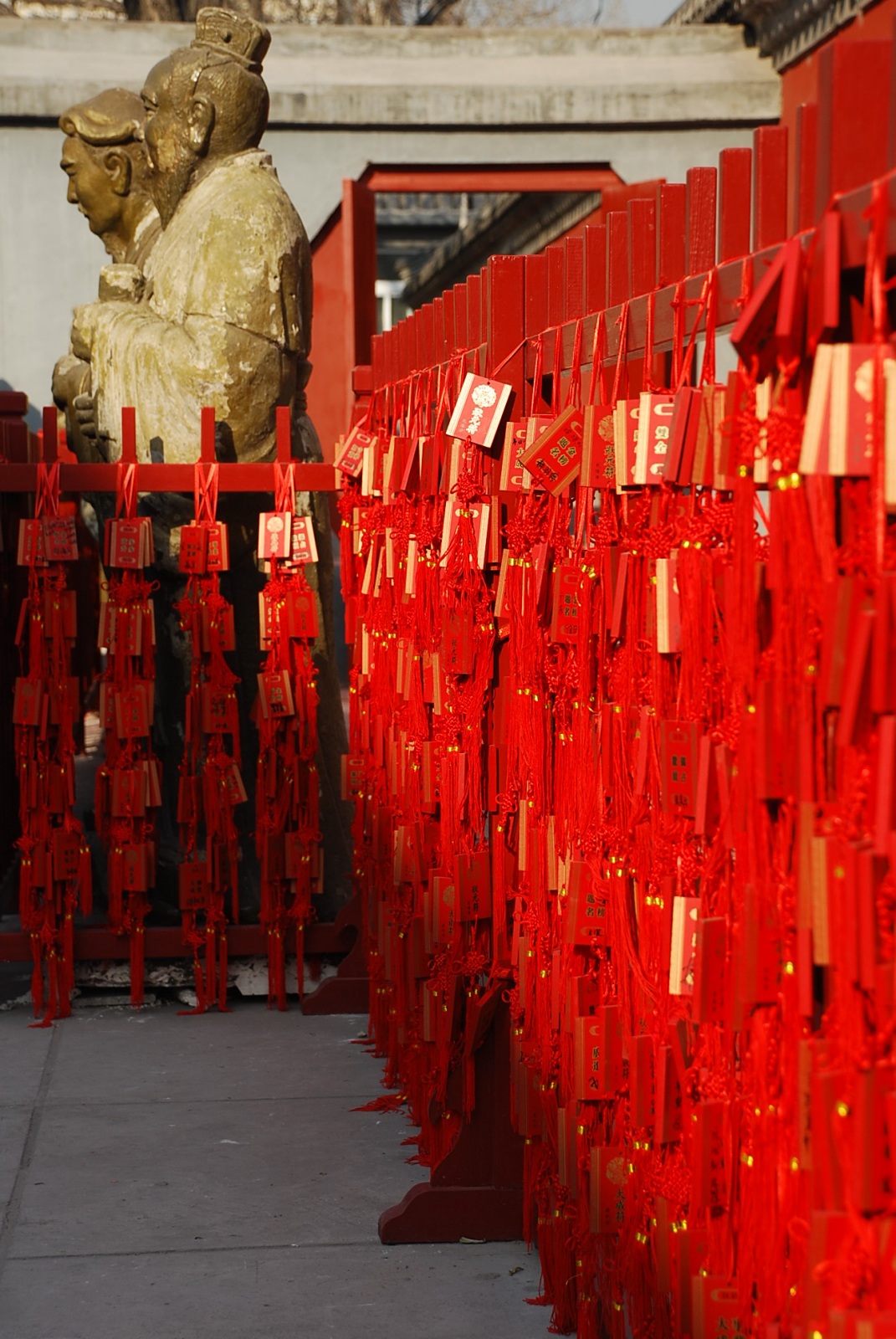
Таблички бажань перед храмом Чуншен